# باکس لاکراس

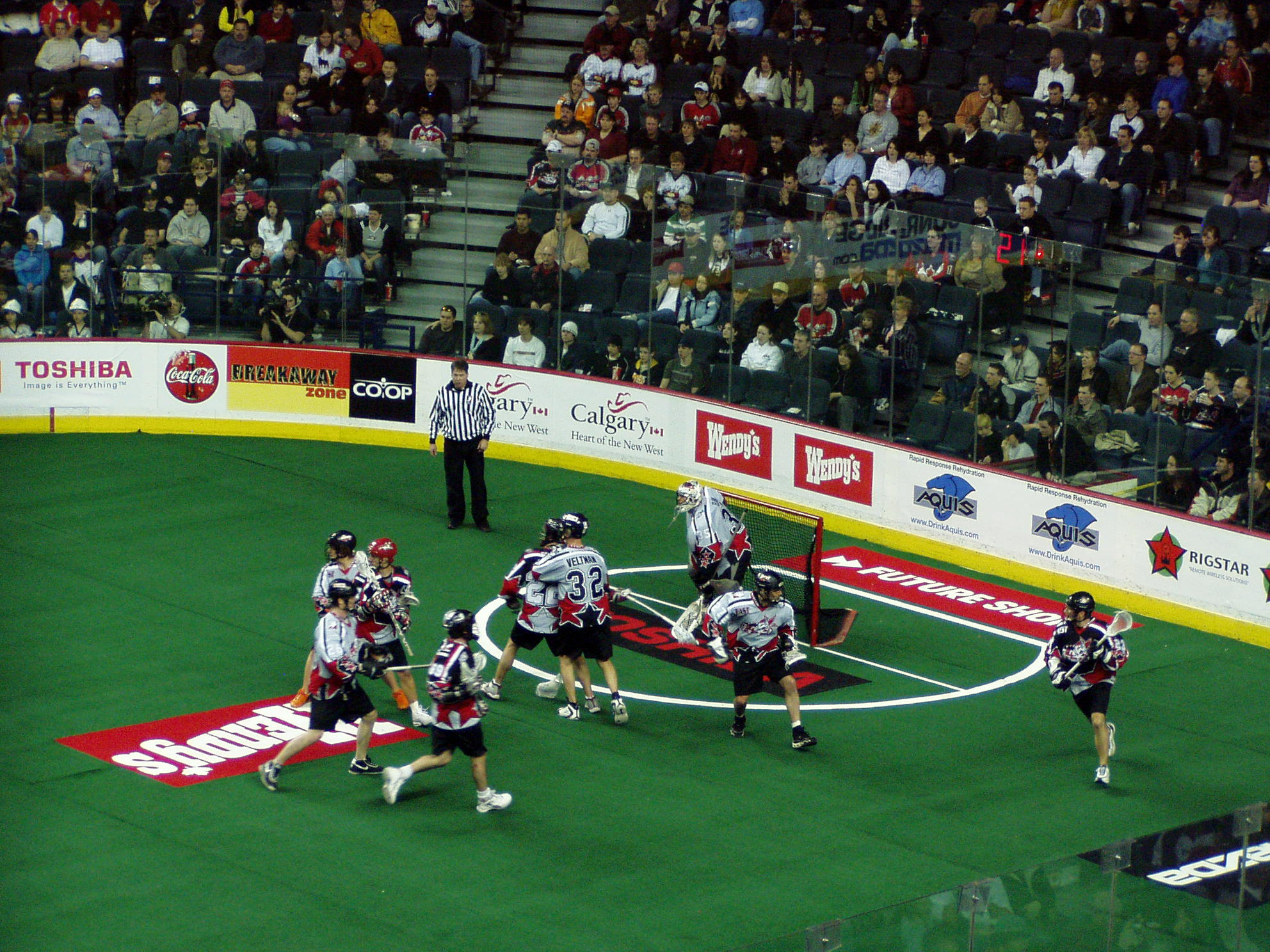
یک بازی باکس لاکراس

باکس لاکراس (به انگلیسی: Box lacrosse) ورزشی از دسته ورزش‌های لاکراس است. این ورزش در داخل سالن برگزار می‌شود و عمدتاً در شمال آمریکا نقش ایفا کرده‌است.